# Arctosa mossambica
Arctosa mossambica är en spindelart som beskrevs av Roewer 1960. Arctosa mossambica ingår i släktet Arctosa och familjen vargspindlar.
Artens utbredningsområde är Moçambique. Inga underarter finns listade i Catalogue of Life.